# Зюбриська сільська рада
Зюбри́ська сільська́ ра́да — адміністративно-територіальна одиниця та орган місцевого самоврядування в Монастирищенському районі Черкаської області. Адміністративний центр — село Зюбриха.

## Загальні відомості
- Населення ради: 421 особа (станом на 2001 рік)

## Населені пункти
Сільській раді були підпорядковані населені пункти:
- с. Зюбриха

## Склад ради
Рада складалася з 12 депутатів та голови.
- Голова ради: Гринчук Світлана Павлівна
- Секретар ради: Наконечна Галина Степанівна

### Керівний склад попередніх скликань
| Прізвище, ім'я, по батькові | Основні відомості                                                 | Дата обрання | Дата звільнення |
| --------------------------- | ----------------------------------------------------------------- | ------------ | --------------- |
| Вихватнюк Надія Павлівна    | Сільський голова, 1963 року народження, позапартійна              | 26.03.2006   | 31.10.2010      |
| Гринчук Світлана Павлівна   | Сільський голова, 1962 року народження, освіта вища, позапартійна | 31.10.2010   |                 |

Примітка: таблиця складена за даними сайту Верховної Ради України

### Депутати
За результатами місцевих виборів 2010 року депутатами ради стали:

#### За суб'єктами висування
| Суб'єкт висування | Кількість обраних депутатів | %   |
| ----------------- | --------------------------- | --- |
| Партія регіонів   | 12                          | 100 |

#### За округами
| № округу        | Прізвище, ім'я, по батькові     | Дата визнання обраним | Освіта             | Партійна приналежність | Відомості про обраного депутата             |
| --------------- | ------------------------------- | --------------------- | ------------------ | ---------------------- | ------------------------------------------- |
| Партія регіонів |                                 |                       |                    |                        |                                             |
| 1               | Кузьменко Світлана Юріївна      | 04.11.2010            | середня спеціальна | член Партії регіонів   | Зюбриська загальноосвітня школа, вчитель    |
| 2               | Бадюк Олена Миколаївна          | 04.11.2010            | середня            | член Партії регіонів   | тимчасово не працює                         |
| 3               | Музика Наталія Іванівна         | 04.11.2010            | середня спеціальна | член Партії регіонів   | Зюбриська сільська рада, касир              |
| 4               | Бабенко Ірина Петрівна          | 04.11.2010            | вища               | член Партії регіонів   | Зюбриська сільська рада, головний бухгалтер |
| 5               | Наконечна Галина Степанівна     | 04.11.2010            | середня            | член Партії регіонів   | Зюбриська сільська рада, секретар           |
| 6               | Рябцун Галина Іванівна          | 04.11.2010            | середня спеціальна | член Партії регіонів   | Зюбриський ФП, санітар                      |
| 7               | Музика Алла Дмитрівна           | 04.11.2010            | вища               | член Партії регіонів   | Зюбриська загальноосвітня школа, вчитель    |
| 8               | Кравченко Марія Василівна       | 04.11.2010            | середня спеціальна | член Партії регіонів   | пенсіонер                                   |
| 9               | Смілянець Ольга Вікторівна      | 04.11.2010            | середня спеціальна | член Партії регіонів   | Зюбриський дитячий садок, вихователь        |
| 10              | Наконечна Катерина Федорівна    | 04.11.2010            | середня            | член Партії регіонів   | Зюбриський дитячий садок, пом.вихователя    |
| 11              | Шкурінська Ірина Петрівна       | 04.11.2010            | середня            | член Партії регіонів   | тимчасово не працює                         |
| 12              | Смілянець Олександр Олексійович | 04.11.2010            | середня            | член Партії регіонів   | тимчасово не працює                         |